# ビリー・ジーン・ジョーンズ
ビリー・ジーン・ジョーンズ（Billie Jean Jones、1933年 - ?）は、影響力の大きかったカントリー音楽歌手ハンク・ウィリアムズの2番目の妻。ジョーンズは、ルイジアナ州ボージャー・シティ（Bossier City）の警察署長の娘だったが、1952年の夏に、ファロン・ヤング（Faron Young）とともにテネシー州ナッシュビルへやって来てウィリアムズに見初められ、10月にルイジアナ州ミンデン（Minden）において治安判事の前で誓約を交わしてウィリアムズと結婚した。この時、既に2人とも離婚歴があった。
1953年の元日にウィリアムズが亡くなった後、ビリー・ジーンは、ウィリアムズの遺産と「ハンク・ウィリアムズの未亡人」という呼称をめぐってハンクの先妻オードリーと争うことになったが、和解金3万ドルを受け取り、それ以外の財産と呼称の使用を放棄した。
ビリー・ジーンは、ハンク・ウィリアムズとも親しかった人気カントリー歌手ジョニー・ホートン（Johnny Horton）と1953年のうちに再婚し、以降ホートンのプロモーションに大きく貢献した。1964年にホートンは自動車事故で死去し、彼女は再び未亡人となった。こうした経過のため、ウィリアムズもホートンも、死去する前夜にはテキサス州オースティンの「スカイライン・クラブ (Skyline Club)」に出演し、ビリー・ジーンに別れのキスをしてから次の公演地へ自動車で向かい、途上で落命するという同じ運命をたどった、としばしば語られるが、実際に生前のハンク・ウィリアムズが最後の公演をスカイライン・クラブで行なったのは1952年12月19日で、その後ウィリアムズはアラバマ州モンゴメリーの母の家に滞在しており、予定されていた12月31日の公演のために自動車で向かったのは、モンゴメリーからであった。